# 豊橋市立谷川小学校
豊橋市立谷川小学校（とよはししりつ たにがわしょうがっこう）は、愛知県豊橋市中原町にある公立小学校。

## 概要
- 雲谷町の一部、中原町、原町が校区（旧・渥美郡二川町東部に該当）であり、公立中学校の進学先は豊橋市立二川中学校である。

## 沿革
- 1873年（明治6年） - 原中寺[注釈 1]を仮校舎とし、二川義校の分教場が開校する。
- 1878年（明治11年） -
  - 第二大学区第十四学区第二十三番谷川学校として独立する。
  - 原村、中原村、雲谷村が合併し、谷川村となる。
- 1887年（明治20年） - 尋常小学二川学校谷川分教場となる。尋常科1・2年の児童が通学する。
- 1889年（明治22年）10月1日 - 大岩村、二川村、谷川村が合併し、大川村が発足する。
- 1890年（明治23年） - 大川村字中原に校舎を新築し、移転する。
- 1893年（明治26年） -
  - 谷川尋常小学校として独立する。
  - 大川村が町制施行し、大川町となる。
- 1896年（明治29年）7月1日 - 大川町から谷川村が分立する。
- 1904年（明治37年） - 現在地に校舎を新築し、移転する。
- 1906年（明治39年）7月1日 - 大川町、谷川村、細谷村、小沢村が合併し、二川町が発足する。
- 1907年（明治40年） - 二川東部尋常小学校に改称する。
- 1918年（大正7年） - 高等科を設置し、二川東部尋常高等小学校に改称する。
- 1941年（昭和16年）4月1日 - 二川東部国民学校に改称する。
- 1947年（昭和22年）4月1日 - 二川町立東部小学校に改称する。
- 1955年（昭和30年）3月1日 - 二川町が豊橋市に編入される。同時に豊橋市立谷川小学校に改称する。
- 1964年（昭和39年） - 新校舎（鉄筋コンクリート造。現在の北校舎。）が完成する。
- 1969年（昭和44年） - プールが完成する。
- 1975年（昭和50年） - 体育館が完成する。
- 1984年（昭和59年） - 南校舎が発足する。

## 交通アクセス
- JR東海道本線・天竜浜名湖鉄道天竜浜名湖線新所原駅下車、徒歩約15分。

## 周辺施設
- 谷川保育園
- 新所原駅
- 日東電工豊橋事業所
- レンゴー豊橋工場
- デンソー湖西製作所 （旧・アスモ）